# Impasse des Trois-Visages
L'impasse des Trois-Visages est une impasse du 1er arrondissement de Paris (quartier Saint-Germain-l'Auxerrois).

## Situation et accès
Actuellement, l'impasse des Trois-Visages, fermée par une grille, débute aux 20-22, rue des Bourdonnais.

## Origine du nom
Elle prit le nom de « Trois-Visages » en raison de trois têtes sculptées à l'angle de l'une de ses extrémités,.

## Historique
Cette voie est citée dans Le Dit des rues de Paris de Guillot de Paris sous la forme « rue Jehan l'Éveillier ».
En 1315, elle s'appelait « rue Jean-l'Esguiliier », puis elle devint « rue Jean-le-Goulier » et « rue Jean-Golier ». On croit qu'elle tenait ce dernier nom d'un propriétaire, qui, en 1245, possédait une maison aboutissant à cette rue.
En 1492, elle portait le nom de « rue au Goulier, dite du Renard », puis plus simplement « rue du Renard », avant de devenir « rue des Trois-Visages » en 1782. Elle est fermée par deux grilles au début du XVIIIe siècle et devint en 1789 un cul-de-sac, sous le nom de « cul-de-sac des Trois-Visages » qui a servi de magasin aux deux maisons voisines.
Initialement, cette voie traversait de la rue Bertin-Poirée à la rue Thibault-aux-Dez et était située presque en face de la rue Jean-Lantier.
En 1702, la rue, qui fait partie du quartier Sainte-Opportune, comporte 1 maison, 1 lanterne.
En 1817, elle était nommée « cul-de-sac des Trois-Visages » et débutait aux 16-18 de la rue Thibautodé dans le quartier du Louvre,.

## Bâtiments remarquables et lieux de mémoire
- Dans Le Dit des rues de Paris, Guillot de Paris indique : « […] Ving en la rue Jehan l'Éveillier ; La demeure Perriaus Goullier. »
- L'actuel no 14[pas clair] fut habité par le peintre Noël Hallé, puis par son fils, le médecin Jean-Noël Hallé[réf. nécessaire].

## Pour approfondir